# Cynthia fulvia
Cynthia fulvia är en fjärilsart som beskrevs av Carroll William Dodge 1900. Cynthia fulvia ingår i släktet Cynthia och familjen praktfjärilar. Inga underarter finns listade i Catalogue of Life.